# شیپون بکتاسی
شیپون بکتاسی (انگلیسی: Shqipon Bektasi؛ زادهٔ ۱۴ سپتامبر ۱۹۹۰) بازیکن فوتبال اهل آلمان است.
از باشگاه‌هایی که در آن بازی کرده‌است می‌توان به باشگاه فوتبال فرایبورگ و باشگاه فوتبال هایدنهایم اشاره کرد.